# Seyhan
Seyhan je řeka na jihu Turecka (Adanská provincie). Na horním toku se nazývá Zamanti a na středním toku Venice. Jménem Seyhan je řeka označována až pod ústím hlavního levého přítoku Göksu. Její celková délka činí 560 km. Povodí má rozlohu 20 700 km².

## Průběh toku
Hlavní zdrojnice Zamanti pramení na jižních svazích hřbetu Tedžer. Řeka poté protíná pohoří Taur úzkými soutěskami. Na dolním toku teče nížinou Çukurova. Ústí do Mersinského zálivu Středozemního moře.

## Vodní stav
Průměrný dlouhodobý průtok u Adany je 200 m³/s. Nejvyšší vodnosti dosahuje na jaře, zatímco v létě a na podzim je vody v řece méně.

## Využití
Nad Adanou byla v roce 1956 vybudována přehrada. Její hráz je vysoká 57 m a přehradní nádrž je dlouhá 45 km. Voda z řeky se využívá mimo jiné i na zavlažování.